# Avemaria

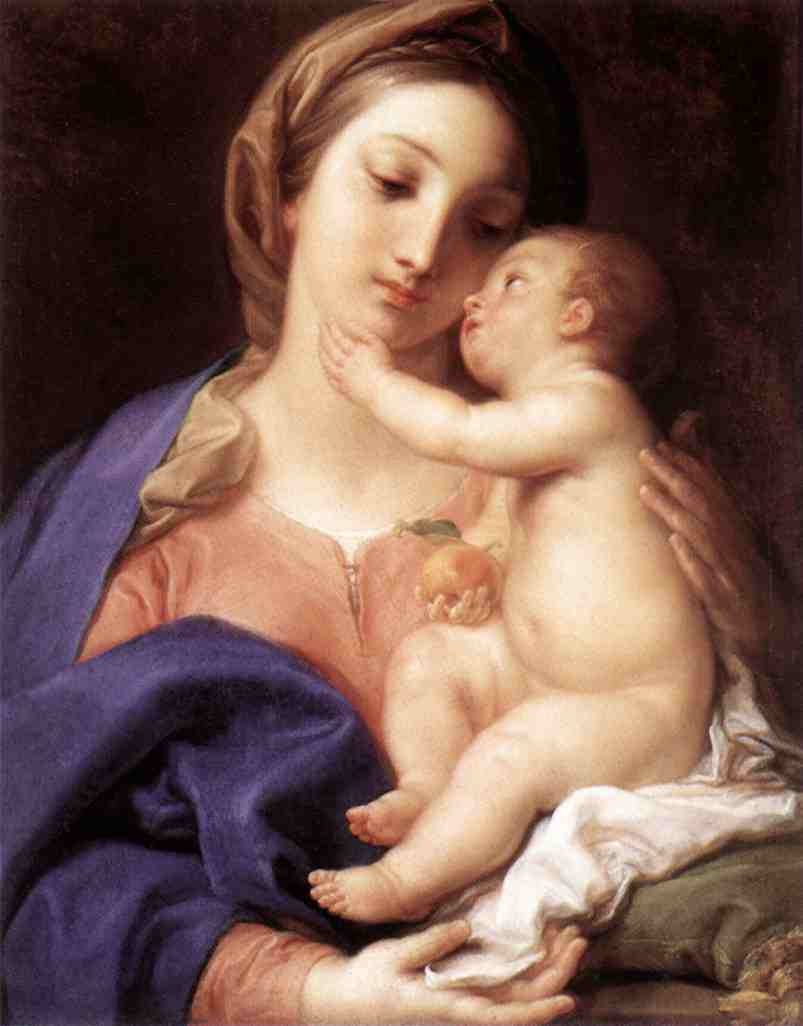
Madona de Pompeo Batoni, 1742

L'avemaria és una oració cristiana dirigida a Maria, mare de Jesús. Rep el nom dels seus dos primers mots, Ave Maria. El seu text es basa en el passatge de l'Anunciació dels Evangelis. Es prega dins el rosari i com a petició de protecció, i també en els rituals marians.

## Text de l'avemaria

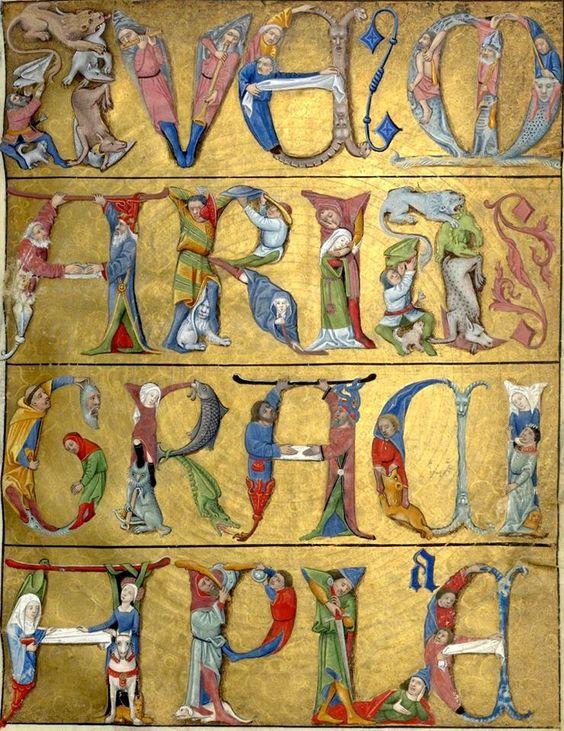
Ave Maria in Heures de Charles d'Angoulême

Text en llatí:
Ave Maria, gratia plena,
Dominus tecum,
benedicta tu in mulieribus,
et benedictus fructus ventris tui Iesus.
Sancta Maria mater Dei,
ora pro nobis peccatoribus,
nunc, et in hora mortis nostrae.
Amen.
Text en català:
Déu vos salve, Maria, plena de gràcia;
el Senyor és amb Vós;
beneïda sou Vós entre totes les dones
i beneït és el fruit del vostre sant ventre, Jesús.
Santa Maria, Mare de Déu,
pregueu per nosaltres, pecadors,
ara i en l'hora de la nostra mort.
Amén.

## Història de l'avemaria

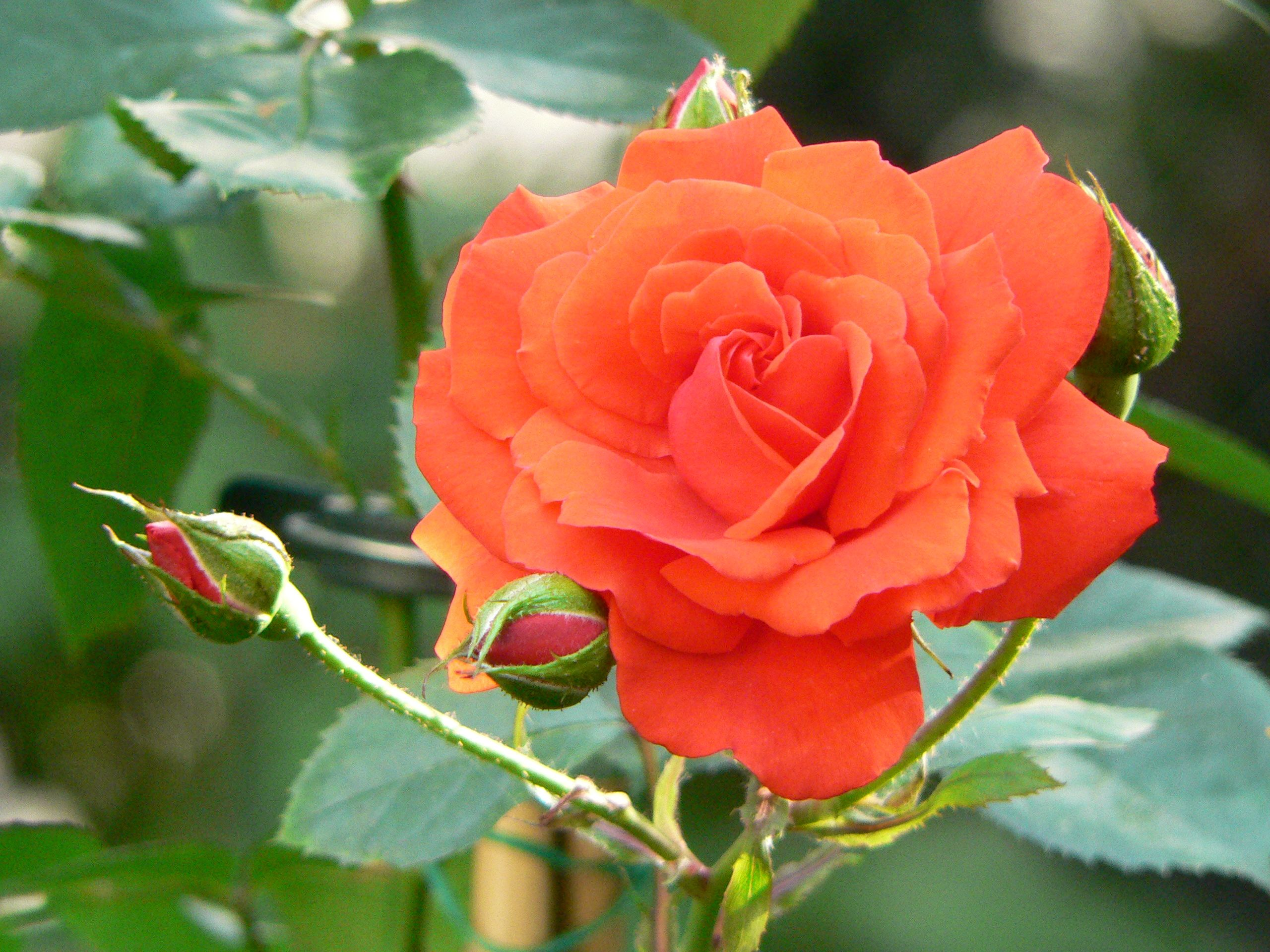
Rosa del'Ave Maria (1981, Kordes)

L'oració incorpora dos passatges de l'evangeli de Lluc: "Déu et salvi, plena de gràcia, el Senyor és amb tu" (Lluc 1, 28: Χαῖρε, κεχαριτωμένη, ὁ Κύριος μετὰ σοῦ / Khere, kekharitomeni, ho Kírios meta su)), i el "beata tu ets entre les dones i beneït és el fruit del teu ventre "(Lluc 1:42: Εὐλογημένη σὺ ἐν γυναιξὶν καὶ εὐλογημένος ὁ καρπὸς τῆς κοιλίας σου / Eulogimeni su en ginaixín ke eulogimenos ho karpós tis kilias su). A mitjans del segle xiii a Europa Occidental l'oració consistia només en aquestes paraules amb la sola addició del nom "Maria" després de la paraula "Déu et salvi", com es desprèn del comentari de sant Tomàs d'Aquino en l'oració.
La paraula κεχαριτωμένη, (kekharitomeni), aquí traduïda com "plena de gràcia", admet diverses traduccions. Gramaticalment, la paraula és el femení del perfet de participi, en veu passiva, del verb χαριτόω, charitóō, que significa "per mostrar, o concedir a la gràcia".
El text també apareix en el relat de l'anunciació que figura en l'evangeli apòcrif de la infància de Mateu, en el capítol 9.
La melodia original gregoriana, del segle x aproximadament, fou utilitzada durant els segles xiv, xv i xvi com a cantus firmus en motets i misses polifòniques.
El text ha estat musicat sovint per diversos compositors, com Franz Schubert, Mendelssohn, Verdi, Brahms, Fauré, Stravinski, etc. Una de les versions més famoses és la de Charles Gounod (1859), que va afegir la lletra i la melodia al primer preludi d’El clavecí ben temperat de Johann Sebastian Bach.

## Ús de l'avemaria en el Cristianisme

### Ús romà
L'avemaria és l'element essencial del rosari, una pregària molt estesa, especialment entre els de ritual llatí (occidental). El rosari es compon tradicionalment de tres sèries de cinc misteris, on cada misteri conté una "dècada" o deu avemaries. Els 150 avemaries del rosari proposen meditar sobre els esdeveniments de la vida de Jesús durant la seva infància (misteris de goig), passió (misteris dolorosos), i de la seva resurrecció (misteris gloriosos). Un altre cicle dels misteris, anomenats els misteris lluminosos, és d'origen relativament recent, havent estat proposats pel papa Joan Pau II el 2002. Cadascun d'aquests misteris consta d'un parenostre, deu avemaries, i un gloriapatri (doxologia).
En la música religiosa de l'Església Catòlica després del Concili Vaticà II les regles de l'avemaria prenen un paper cada vegada més gran. Max Baumann va crear el 1982 la seva obra Déu vos salve, Maria (per a veu i orgue, op 101).

### Ús oriental

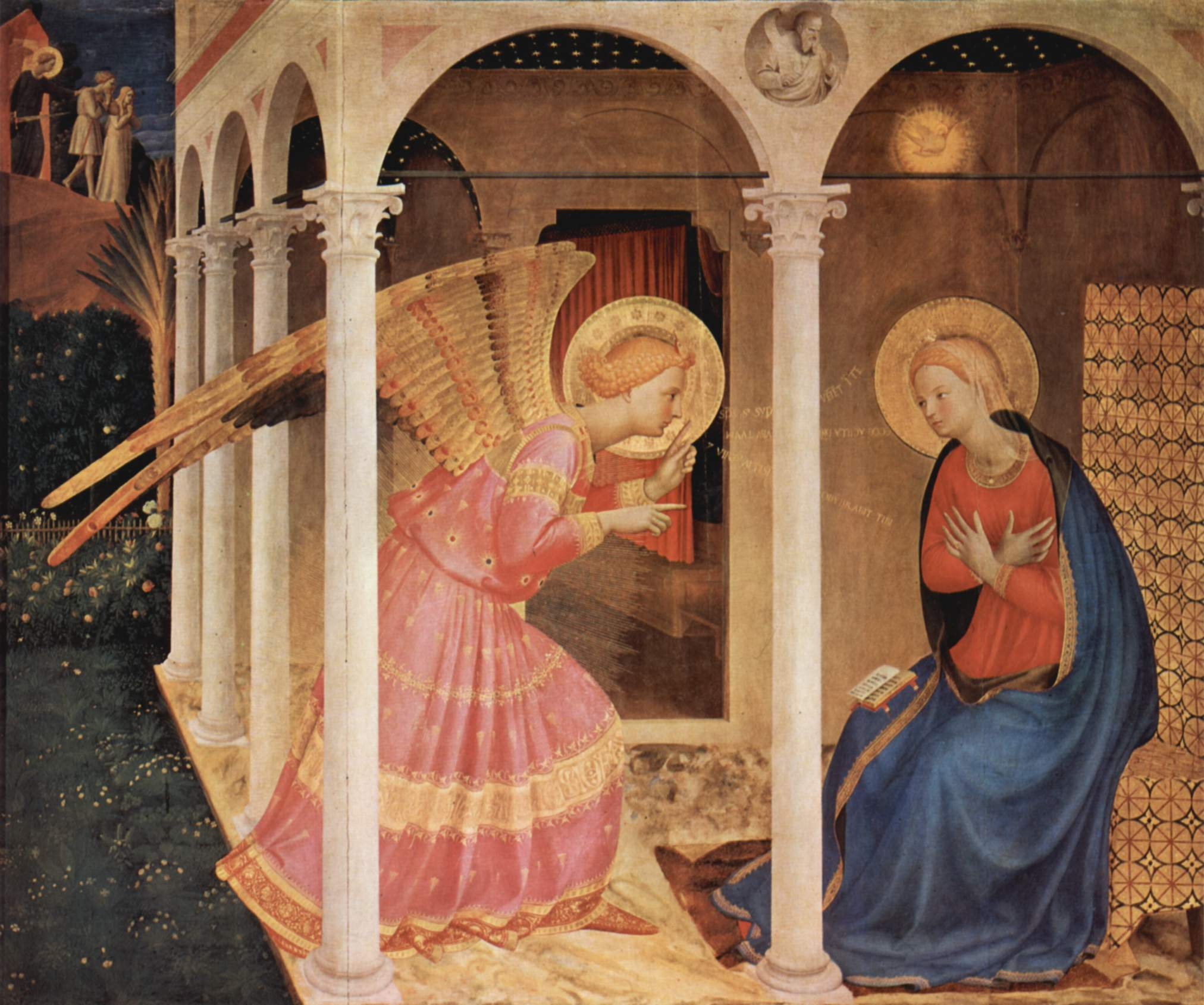
L'anunciació de Fra Angelico, 1433-34

En l'Església Ortodoxa Oriental i de ritu bizantí, l'oració té comunament la forma grega. Tot i que no es prega tan sovint com a Occident, és ben coneguda i apareix en diversos cànons d'oració. Normalment es canta tres vegades al final de les vespres en la vigília de nit, així com en el decurs de l'oració diària.
L'avemaria de les Esglésies orientals és en forma grega:
Θεοτόκε Παρθένε, χαῖρε, Μαρία κεχαριτωμένη, ὁ Κύριος μετὰ σοῦ. εὐλογημένη σὺ ἐν γυναιξί, καὶ εὐλογημένος ὁ καρπὸς τῆς κοιλίας σου, ὅτι Σωτήρα ἔτεκες τῶν ψυχῶν ἡμῶν.
Verge Mare de Déu, Joiosa, plena de gràcia, el Senyor és amb tu. Beneïda entre totes les dones, i beneït és el fruit del teu ventre, perquè has portat el Salvador per les nostres ànimes.
Una famosa adaptació ortodoxa de l'oració en l'església eslava és Bogoroditsye djevo, un dels moviments de la Vigília de tota la nit de Serguei Rakhmàninov.

### Ús luterà
Martí Luter, el pare del luteranisme, creu que a Maria es deu la més alta reverència. Tot i que no estava d'acord en la veneració d'aquesta, va advocar per l'ús de la primera meitat de l'avemaria (és a dir, "Déu et salvi Maria, plena de gràcia, el Senyor és amb Vós. Beneïda ets entre totes les dones i beneït és el fruit del teu ventre, Jesús.") com un signe de reverència i devoció a la Verge.

### Ús anglicà
Dins l'Església Anglicana també es fa servir l'avemaria en la pràctica devocional fins a cert punt. Al segle xix, l'anomenat Moviment d'Oxford es va recuperar la pregària, incloent-hi l'ús del rosari i el rés de l'àngelus en alguns casos.